# Het Klooster (Haarlem)
Het Klooster is een voormalig klooster van de Regulieren dat als Cloester van Canoniken Reguliers van Sinte Augustyns Orden in gebruik werd genomen. Het klooster werd gesticht in 1405 met goedkeuring van graaf Willem VI. Het klooster lag ter hoogte van de Kloosterstraat, die vernoemd is naar dit klooster. Het lag ten noorden van de stadsomwalling in het gebied dat thans bekend is als de Transvaalwijk in Haarlem-Noord.
In 1578 werd het klooster opgeheven en in 1581 werden de goederen toegewezen aan de stad Haarlem. In de eerste decennia van de 18e eeuw liet de ambachtsheer van Zandvoort, Paulus Loot op het terrein van het voormalig klooster een buitenplaats aanleggen en een huis bouwen. Deze buitenplaats kwam bekend te staan als Het Klooster. In 1900 werd de buitenplaats en het herenhuis verkocht aan de Binnenlandsche Exploitatie Maatschappij van Onroerende Goederen die er begon met de bouw van woningbouw voor de toen sterk groeiende gemeente Schoten.
Annaklooster · Begijnhof · Catharinaklooster · Cecilliaklooster · Claraklooster · Dominicanenklooster · Fraterhuis · Jansklooster · Maria en Lazarusklooster · Maria Magdalenaklooster · Margrietklooster · Mariaklooster · Michielsklooster · Norbertijnenklooster · Regulieren in de Waard · Ursulaklooster · Zijlklooster
Akendam · Duinvliet · Bosch en Vaart · Bos en Hoven · Bellevue · Buitenrust · Eindenhout · Groen en Hout · Groenlust · Hogerwoerd · Hout en Baan · Huisduinen · Het Klooster · Meervliet · Memorandum · Middelhout · Middellaan · Oostenhout · Oosterhout · Oosterspaarne · Overhout · Overthoorn · Overton · Spaar en Hout · Spaarenhoven · Spaarenlommer · Spaarenoog · Spaarenvreugd · Spruitenbos · Uyt den Bosch · Vaartzicht · Veldlust · Vlietzorg · Vredenburgh · Vredenhof · Welgelegen · Zomerlust · Zwanenburg